# Наталі Гейнс
Наталі Луїз Гейнс (англ. Natalie Louise Haynes; нар. 1974) — англійська письменниця, телеведуча, антикознавиця та комікеса.

## Дитинство та освіта
Гейнс народилася в Бірмінгемі, де навчалася в приватній середній школі для дівчат імені короля Едуарда VI. Виросла в Борнвіллі. Вивчала класичну літературу в коледжі Христа в Кембриджі та була членкинею драматичного клубу «Footlights» Кембридзького університету.

## Кар'єра
Гейнс виступала на BBC Radio 4 як учасниця дискусії в таких програмах, як Wordaholics, We’ve Been Here Before, Banter, Quote... «Unquote», «Personality Test» та «Charm Offensive» Армандо Яннуччі, а також була дикторкою на BBC Radio 4 Extra. Писала тексти для комедійного шоу Serious About Comedy на BBC 7 та рецензувала фільми для Front Row.
Її стендап-виступи звучали в програмах Front Row та Loose Ends на BBC Radio 4, а також Spanking New на BBC 7. Вона виступала на передачі Pick of the Fringe BBC Radio у 2004 та 2005 роках. Також з'являлася в програмі Аніти Ананд на BBC Radio 5 Live та в програмі MacAulay and Co. на BBC Scotland.
У 2005 та 2006 роках Гейнс писала та вела документальні фільми про авторів коміксів для BBC Radio 4. Серед її героїв були сучасні письменниці Джессіка Мітфорд, Дороті Паркер та Джулі Берчілл, а також класичні письменники-чоловіки Арістофан, Ювенал та Марціал.

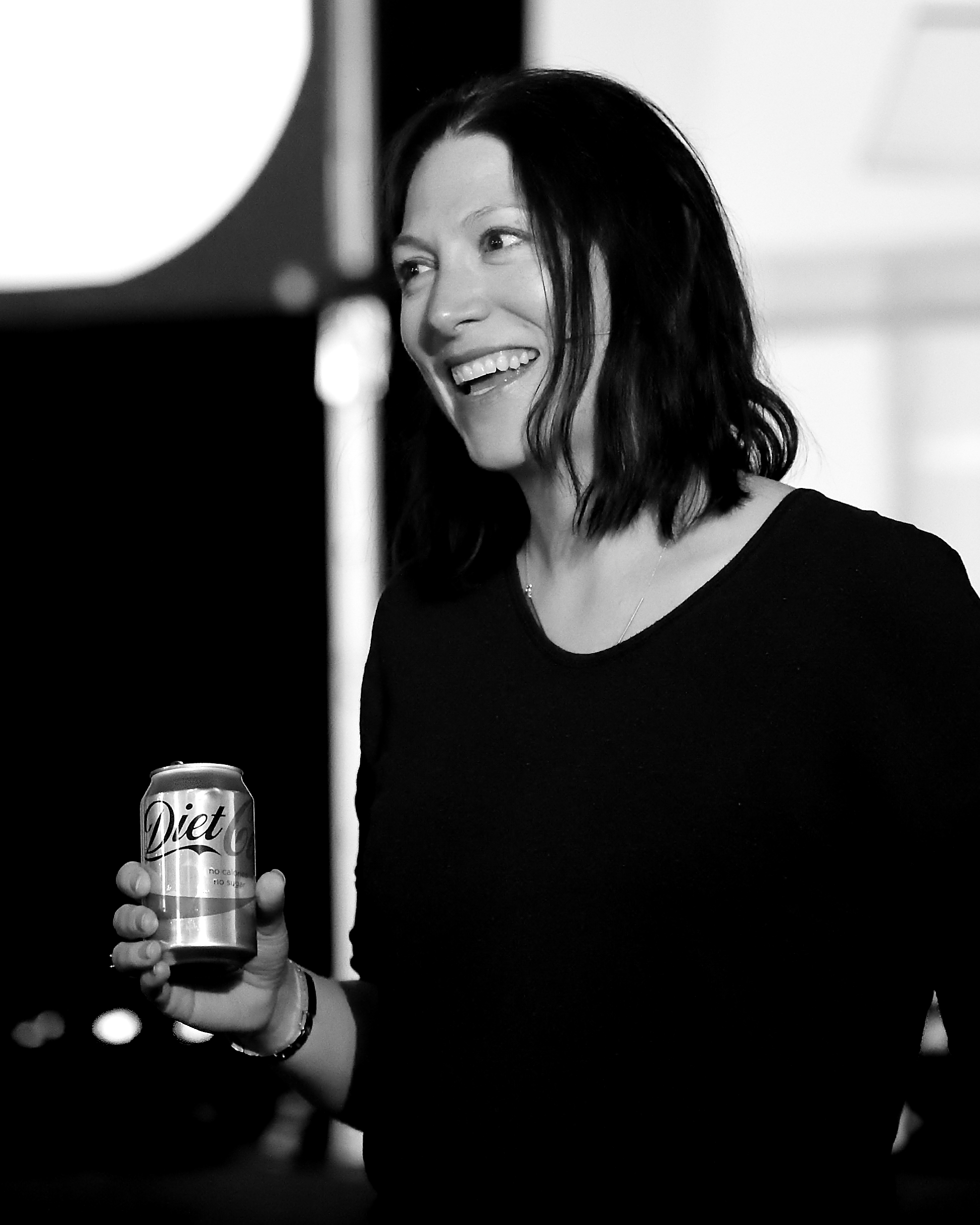
Гейнс у 2015 році

Вона виступає як критикиня у програмі «Saturday Review» на BBC Radio 4. 4 лютого 2013 року вона була зіркою програми «З великим задоволенням» на BBC Radio 4. Серед її гостей був романіст Джуліан Барнс, який читав уривки з власних книжок.
З березня 2014 року на BBC Radio 4 транслюють програму «Наталі Гейнс захищає класику», у якій вона разом з експертами серйозно й дотепно розповідає про історичних і міфологічних персонажів Давньої Греції та Риму. Перший-дев'ятий сезони містили по чотири епізоди тривалістю приблизно пів години, а десятий сезон складався з шести епізодів, після яких вийшов різдвяний спецвипуск.

### Телебачення
Гейнс була постійною учасницею панелі на шоу BBC The Review Show і була найчастіше запрошуваною гостею на програмі The Last Word на More4. Вона з'явилася як учасниця панелі на програмі «Книжкова вікторина» на BBC 4, а також у спеціальному випуску «Поезія» разом з Ендрю Моушеном та Джорджем Сіртесом. Вона також з'явилася у Backlash, документальному фільмі BBC2 про добровільну бездітність, написала сценарій та виступила у програмі STV/Assembly Television Best of the Fest у серпні 2005 року. Була учасницею панелі вікторини Mindgames на BBC Four, з'являлася в програмі Must Try Harder на BBC Two 2006 року та була експерткою з мистецтва та літератури у вікторині Knowitalls на BBC Two.
У серпні 2007 року, коли вона з'явилася в епізоді «Книжкової вікторини», яку вів Девід Баддіел, то зізналася, що досліджувала певну книжку у Вікіпедії, щоб удати, ніби її прочитала.
У квітні 2008 року Гейнс була членкинею команди стендап-коміків на шоу «Університетський виклик: Професіонали». Її команда програла Міністерству юстиції з рахунком 100 очок проти 215. У листопаді 2009 року вона з'явилася в програмі «Час питань» на каналі BBC One.
У лютому 2022 року Гейнс було оголошено новою ведучою онлайн-версії відновленого проєкту Time Team разом із Ґасом Кейслі-Гейфордом.

### Журналістика
Гейнс була запрошеною авторкою The Times з жовтня 2006 року та постійною авторкою часопису New Humanist. Також писала для журналів The Sunday Times, The Sunday Telegraph, The Big Issue, Loaded та The Independent.

### Живі виступи
Гейнс гастролювала (зокрема, від Дубліна та Берліна до Мангеттена), виконувала п'ять аншлагових концертів на Единбурзькому фестивалі  Fringe та брала участь у національних турах. На церемонії вручення премії Perrier Comedy Awards 2002 року її номінували на звання «Найкращий новачок», так вона стала першою жінкою, яку номінували на цю відзнаку.
- 2002 «Шість ступенів спустошення» (на премії Perrier Comedy Awards 2002 року її номінували на звання «Найкращий новачок»)
- 2003 Досить проблемний
- 2004 Все ще не шкодую
- 2005 Біжи або помри
- 2006 Спостерігаючи за детективами

Гейнс — єдина комікеса, яка виступала на кожному фестивалі комедії в Ньюбері.

### Письменство
Гейнс написала есе для книжки «Serenity Found» про телесеріал Джосса Відона «Світляк» під редакцією Джейн Еспенсон, яка вийшла 2007 року у видавництві BenBella Books. Її записи на теми від Агати Крісті до Е. Ф. Бенсона можна знайти в «Маленькій чорній книзі книг» Касселла, опублікованій 2007 року.
Її перший дитячий роман «Велика втеча» вийшов у видавництві Simon & Schuster у вересні 2007 року. 2008 року вона здобула премію PETA Proggy за найкращу дитячу книжку, присвячену тваринам.
Гейнс написала три нехудожні книжки. «Стародавній посібник із сучасного життя», присвячений тому, як гарне життя в сьогоденні вимагає звернення до стародавнього світу, вийшов у видавництві Profile Books у листопаді 2010 року. Її друга науково-популярна книжка «Глечик Пандори: жінки у грецьких міфах» вийшла у видавництві Picador у жовтні 2020 року та стала бестселером New York Times. Маргарет Етвуд назвала її «смішною» та «гострою».
Перший роман Гейнс «Бурштинова лють» (у США під назвою «Фурії») вийшов 2014 року. Він був номінований на премію «Шотландська кримінальна книга року». Її другий роман, «Діти Джокасти», переказ «Антігони» та «Царя Едіпа», вийшов 2017 року.
Третій роман Гейнс «Тисяча кораблів» (що стосується Троянської війни) вийшов у видавництві Pan Macmillan 4 травня 2019 року. Того місяця вона обговорювала його в програмі «Жіноча година» на BBC Radio 4. Роман «Тисяча кораблів» було номіновано на Жіночу премію з художньої літератури 2020 року.
Четвертий роман Гейнс «Сліпа лють», переказ міфу про Медузу, вийшов у видавництві Pan Macmillan 15 вересня 2022 року, а скорочену версію прочитала на BBC Radio 4 Сюзанна Філдінґ. У березні 2024 року німецьке видання цієї книжки потрапило до короткого списку номінантів на премію молодіжного журі Німецької премії з молодіжної літератури, яку вручають на Франкфуртському книжковому ярмарку.
2015 року Гейнс було нагороджено премією Класичної асоціації.

## Твори
- Велика втеча (Simon & Schuster, 2007) ISBN 978-1-41692-605-4
- Стародавній путівник по сучасному життю (Profile Books, 2010) ISBN 978-1-84765-293-5
- Бурштинова лють (Corvus, 2014) ISBN 978-1-78239-275-0
- Діти Джокасти (Pan Macmillan, 2017) ISBN 978-1-5098-3615-4
- Тисяча кораблів (Pan Macmillan, 2019) ISBN 978-1-5098-3619-2
- Посуд Пандори: Жінки у грецьких міфах (Pan Macmillan, 2020) ISBN 978-1-5098-7311-1
- Сліпа лють: історія Медузи (Pan Macmillan, вересень 2022) ISBN 978-1-5290-6147-5
- Божественна могутність: Богині у грецькому міфі (Pan Macmillan, жовтень 2023) ISBN 978-1-5290-8948-6
- Немає друга цьому дому (2025)

## Переклад українською
2025 року видавництві «Віват» вийшов український переклад роману «Сліпа лють». Перекладачка — Анна Шекет.

## Зовнішні посилання
- Офіційний вебсайт